# Richie Benaud
Richard Benaud (né le 6 octobre 1930 et mort le 10 avril 2015) est un ancien joueur de cricket australien. Il a disputé son premier test pour l'équipe d'Australie en 1952. Il était all-rounder.
Il fut capitaine de la sélection australienne de 1958 à sa retraite internationale, en 1964.

## Équipes
- Nouvelle-Galles du Sud

## Honneurs
- Un des cinq Wisden Cricketers of the Year de l'année 1962.
- Membre de l'Australian Cricket Hall of Fame depuis 2007.
- Membre de l'ICC Cricket Hall of Fame depuis 2009.

## Sélections
- 63 sélections en test cricket de 1952 à 1964.

## Divers
Richie Benaud fut le commentateur vedette des matchs de cricket sur la chaine de télévision australienne Channel Nine. Il a pris sa retraite au début de l'année 2009 avant de revenir sur sa décision et de signer à la fin de la même année un nouveau contrat de trois ans avec son diffuseur. Il était très attaché à la France où il séjournait tous les ans.